# Fenestella arkonensis
Fenestella arkonensis is een mosdiertjessoort uit de familie van de Fenestellidae. De wetenschappelijke naam van de soort is voor het eerst geldig gepubliceerd in 1898 door Whiteaves.